# Éclatement (mathématiques)
Pour les articles homonymes, voir Éclatement.
En mathématiques, un éclatement est un type d'application birationnelle entre variétés analytiques (en) ou algébriques
{\displaystyle f:X\rightarrow Y}
qui est un isomorphisme en dehors de sous-variétés propres
{\displaystyle E\subset X,\ D\subset Y.}
Le cas le plus simple est celui où D est un point ; E est alors un diviseur isomorphe à un espace projectif.

## Exemple
L'éclatement de l'origine dans {\displaystyle \mathbf {C} ^{n}} s'obtient de la façon suivante. Soit Pn – 1 l'espace projectif de dimension n – 1 muni de coordonnées {\displaystyle y_{1},\ldots ,y_{n}}. Soit {\displaystyle X} le sous-ensemble de Cn × Pn – 1 défini par les équations {\displaystyle x_{i}y_{j}=x_{j}y_{i}} pour i, j = 1, ..., n. La projection
{\displaystyle \pi :\mathbf {C} ^{n}\times \mathbf {P} ^{n-1}\to \mathbf {C} ^{n}}
induit une application
{\displaystyle f:X\to \mathbf {C} ^{n}}
qui est un éclatement de l'origine.